# Ronde van Italië 2006
| Eindklassement       |                           |              |
| Algemeen klassement  | Ivan Basso                | 91u 33' 36"  |
| Tweede               | José Enrique Gutiérrez    | + 9' 18"     |
| Derde                | Gilberto Simoni           | + 11' 59"    |
| Vierde               | Damiano Cunego            | + 18' 16"    |
| Vijfde               | Paolo Savoldelli          | + 19' 22"    |
| Zesde                | Sandy Casar               | + 23' 53"    |
| Zevende              | Juan Manuel Gárate        | + 24' 26"    |
| Achtste              | Franco Pellizotti         | + 25' 57"    |
| Negende              | Víctor Hugo Peña          | + 26' 27"    |
| Tiende               | Francisco Vila Errandonea | + 27' 34"    |
| (Bel)                | Wim Van Huffel (17e)      | + 48' 25"    |
| (Ned)                | Theo Eltink (53e)         | + 1h 48' 47" |
| Rode Lantaarn        | Carl Naibo (150e)         | + 4h 34' 42" |
| Puntenklassement     | Paolo Bettini             | 169 punten   |
| Tweede               | Ivan Basso                | 158 punten   |
| Derde                | José Enrique Gutierrez    | 132 punten   |
| Bergklassement       | Juan Manuel Gárate        | 64 punten    |
| Tweede               | Ivan Basso                | 56 punten    |
| Derde                | Fortunato Baliani         | 52 punten    |
| Combinatieklassement | Paolo Savoldelli          | 775 punten   |
| Tweede               | José Enrique Gutierrez    | 651 punten   |
| Derde                | Ivan Basso                | 595 punten   |
| Ploegenklassement    | Phonak Hearing Systems    | 274u 21' 31" |
| Tweede               | Lampre - Fondital         | + 7' 36"     |
| Derde                | Discovery Channel         | + 16' 05"    |

In 2006 is de 89e Ronde van Italië op 6 mei van start gegaan in Seraing. Hij eindigde op 28 mei in Milaan. Er stonden 198 renners verdeeld over 22 ploegen aan de start. Er werden enkele ritten van de Giro in België gereden. 2006 was namelijk de 60e verjaardag van het zogenaamde Steenkoolakkoord, de overeenkomst die de eerste immigratiegolf uit Italië net na de Tweede Wereldoorlog regulariseerde. Maar belangrijker nog: het is ook de 50e verjaardag van de mijnramp te Marcinelle. Niet toevallig kwam de zondagetappe aan in Marcinelle.
Aantal ritten: 21

Totale afstand: 3643,2 km

Gemiddelde snelheid: 39,8 km/h

Aantal deelnemers: 198

## Belgische en Nederlandse prestaties
In totaal namen er 14 Belgen en 6 Nederlanders deel aan de Giro van 2006.

### Belgische etappezeges
- Op 13 mei 2006 won Rik Verbrugghe (Cofidis) de zevende etappe van Cesena naar Saltara.

### Nederlandse etappezeges
- In 2006 was er geen Nederlandse etappezege.

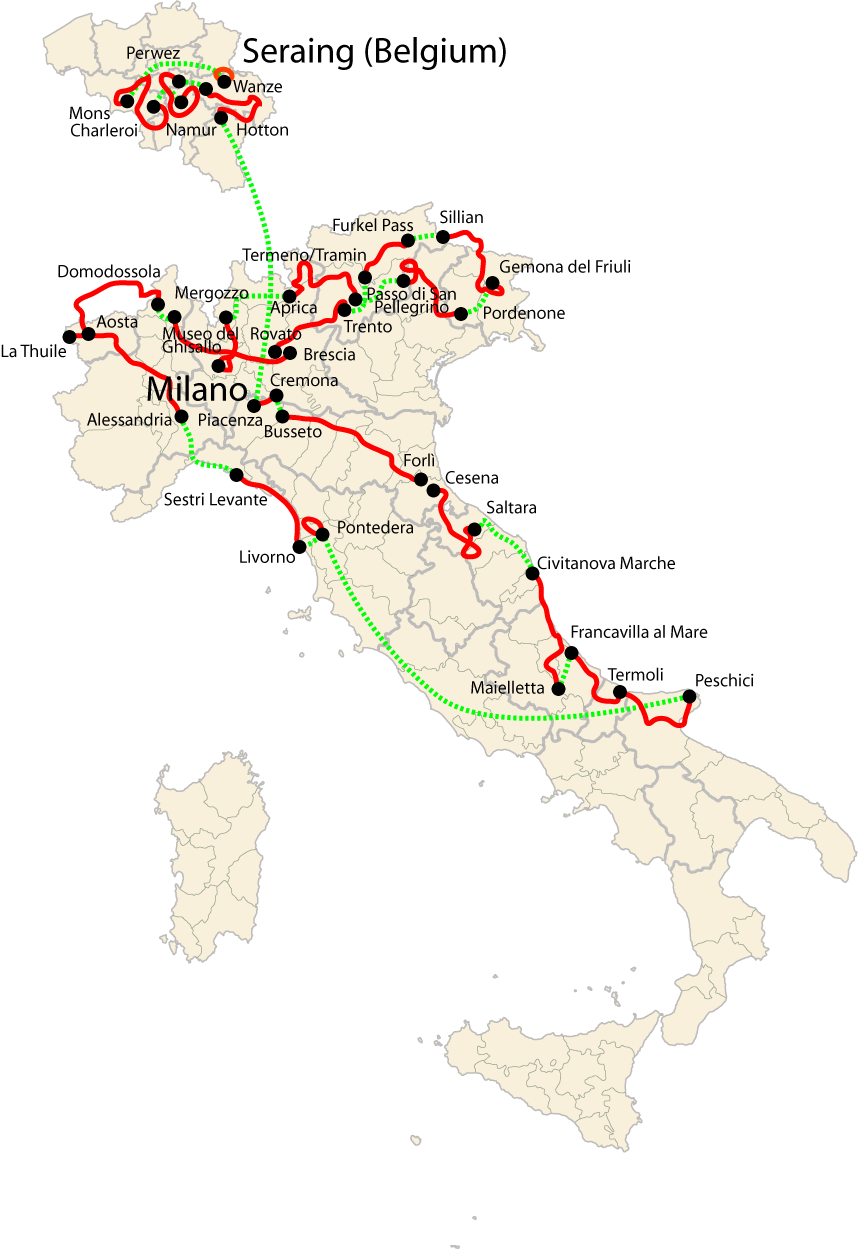
Overzicht van de etappes

## Etappe-uitslagen
| Datum                  | Etappe  | Parcours                                     | Afstand | Eerste             | Tweede              | Derde                  | Klassementsleider |
| ---------------------- | ------- | -------------------------------------------- | ------- | ------------------ | ------------------- | ---------------------- | ----------------- |
| 6 mei                  | Proloog | Seraing                                      | 6,2 km  | Paolo Savoldelli   | Bradley McGee       | José Enrique Gutiérrez | Paolo Savoldelli  |
| 7 mei                  | 1       | Bergen - Charleroi/Marcinelle                | 203 km  | Robbie McEwen      | Olaf Pollack        | Paolo Bettini          | Paolo Savoldelli  |
| 8 mei                  | 2       | Perwijs - Namen                              | 202 km  | Stefan Schumacher  | José Luis Rubiera   | Davide Rebellin        | Stefan Schumacher |
| 9 mei                  | 3       | Wanze - Hotton                               | 182 km  | Robbie McEwen      | Paolo Bettini       | Alberto Loddo          | Stefan Schumacher |
| 10 mei was een rustdag |         |                                              |         |                    |                     |                        |                   |
| 11 mei                 | 4       | Piacenza - Cremona (Ploegentijdrit)          | 38 km   | Team CSC           | T-Mobile Team       | Discovery Channel      | Serhij Hontsjar   |
| 12 mei                 | 5       | Busseto - Forlì                              | 223 km  | Robbie McEwen      | Olaf Pollack        | Tomas Vaitkus          | Olaf Pollack      |
| 13 mei                 | 6       | Cesena - Saltara                             | 230 km  | Rik Verbrugghe     | Paolo Savoldelli    | Luca Mazzanti          | Serhij Hontsjar   |
| 14 mei                 | 7       | Civitanova Marche - Maieletta/Passo Lanciano | 171 km  | Ivan Basso         | Damiano Cunego      | José Enrique Gutiérrez | Ivan Basso        |
| 15 mei                 | 8       | Francavilla al Mare - Termoli                | 147 km  | Tomas Vaitkus      | Paolo Bettini       | Olaf Pollack           | Ivan Basso        |
| 16 mei                 | 9       | Termoli - Peschici                           | 190 km  | Franco Pellizotti  | Vladimir Jefimkin   | Sergej Jakovlev        | Ivan Basso        |
| 17 mei was een rustdag |         |                                              |         |                    |                     |                        |                   |
| 18 mei                 | 10      | Pontedera - Pontedera (tijdrit)              | 50 km   | Jan Ullrich        | Ivan Basso          | Marco Pinotti          | Ivan Basso        |
| 19 mei                 | 11      | Livorno - Sestri Levante                     | 165 km  | Joan Horrach       | Addy Engels         | Emanuele Sella         | Ivan Basso        |
| 20 mei                 | 12      | Alessandria - La Thuile                      | 216 km  | Leonardo Piepoli   | Ivan Basso          | José Enrique Gutierrez | Ivan Basso        |
| 21 mei                 | 13      | Aosta - Domodossola                          | 224 km  | Luis Laverde       | Francisco Pérez     | Paolo Tiralongo        | Ivan Basso        |
| 22 mei                 | 14      | Mergozzo - Brescia                           | 182 km  | Paolo Bettini      | Olaf Pollack        | Robert Förster         | Ivan Basso        |
| 23 mei                 | 15      | Rovato - Trente/Monte Bondone                | 180 km  | Ivan Basso         | Gilberto Simoni     | Leonardo Piepoli       | Ivan Basso        |
| 24 mei                 | 16      | Termeno - Plan de Corones                    | 158 km  | Leonardo Piepoli   | Ivan Basso          | José Enrique Gutierrez | Ivan Basso        |
| 25 mei                 | 17      | Sillian - Gemona del Friuli                  | 227 km  | Stefan Schumacher  | Marzio Bruseghin    | José Enrique Gutierrez | Ivan Basso        |
| 26 mei                 | 18      | Pordenone - Passo di San Pellegrino          | 220 km  | Juan Manuel Gárate | Jens Voigt          | Francisco Vila         | Ivan Basso        |
| 27 mei                 | 19      | Trente - Aprica                              | 212 km  | Ivan Basso         | Gilberto Simoni     | Damiano Cunego         | Ivan Basso        |
| 28 mei                 | 20      | Museo del Ghisallo - Milaan                  | 140 km  | Robert Förster     | Maximiliano Richeze | Olaf Pollack           | Ivan Basso        |

 winnaars · 
roze trui · 
  puntenklassement · 
  bergklassement · 
 jongerenklassement · 
 intergiro · 
 ploegenklassement · 
 strijdlust · 
 zwarte trui
Giro d'Italia Next Gen · Giro Donne · Cima Coppi
 Belgische rozetruidragers · etappewinnaars
 Nederlandse rozetruidragers · etappewinnaars
Mannen:
1909 · 
1910 · 
1911 · 
1912 · 
1913 · 
1914 · 
1919 · 
1920 · 
1921 · 
1922 · 
1923 · 
1924 · 
1925 · 
1926 · 
1927 · 
1928 · 
1929 · 
1930 · 
1931 · 
1932 · 
1933 · 
1934 · 
1935 · 
1936 · 
1937 · 
1938 · 
1939 · 
1940 · 
1946 · 
1947 · 
1948 · 
1949 · 
1950 · 
1951 · 
1952 · 
1953 · 
1954 · 
1955 · 
1956 · 
1957 · 
1958 · 
1959 · 
1960 · 
1961 · 
1962 · 
1963 · 
1964 · 
1965 · 
1966 · 
1967 · 
1968 · 
1969 · 
1970 · 
1971 · 
1972 · 
1973 · 
1974 · 
1975 · 
1976 · 
1977 · 
1978 · 
1979 · 
1980 · 
1981 · 
1982 · 
1983 · 
1984 · 
1985 · 
1986 · 
1987 · 
1988 · 
1989 · 
1990 · 
1991 · 
1992 · 
1993 · 
1994 · 
1995 · 
1996 · 
1997 · 
1998 · 
1999 · 
2000 · 
2001 · 
2002 · 
2003 · 
2004 · 
2005 · 
2006 · 
2007 · 
2008 · 
2009 · 
2010 · 
2011 · 
2012 · 
2013 · 
2014 · 
2015 · 
2016 · 
2017 · 
2018 · 
2019 · 
2020 · 
2021 · 
2022 · 
2023 · 
2024 · 
2025
Vrouwen:
1988 · 
1989 · 
1990 · 
1991 ·
1992 ·
1993 · 
1994 · 
1995 · 
1996 · 
1997 · 
1998 · 
1999 · 
2000 · 
2001 · 
2002 · 
2003 · 
2004 · 
2005 · 
2006 · 
2007 · 
2008 · 
2009 · 
2010 · 
2011 · 
2012 ·
2013 · 
2014 ·
2015 ·
2016 ·
2017 ·
2018 ·
2019 ·
2020 ·
2021 ·
2022 ·
2023 ·
2024 ·
2025
 Parijs-Nice · 
 Tirreno-Adriatico · 
 Milaan-San Remo · 
 Ronde van Vlaanderen · 
 Gent-Wevelgem · 
 Ronde van het Baskenland · 
 Parijs-Roubaix · 
 Amstel Gold Race · 
 Waalse Pijl · 
 Luik-Bastenaken-Luik · 
 Ronde van Romandië · 
 Ronde van Catalonië · 
 Ronde van Italië · 
 Critérium du Dauphiné Libéré · 
 Ronde van Zwitserland · 
 Ploegentijdrit Eindhoven · 
 Ronde van Frankrijk · 
 Vattenfall Cyclassics · 
 Ronde van Duitsland · 
 Clásica San Sebastián · 
  ENECO Tour · 
 Ronde van Spanje · 
 GP Ouest-France-Plouay · 
 Ronde van Polen · 
 Kampioenschap van Zürich · 
 Parijs-Tours · 
 Ronde van Lombardije